# Blason de l'Allier
 (septembre 2009).
Si vous disposez d'ouvrages ou d'articles de référence ou si vous connaissez des sites web de qualité traitant du thème abordé ici, merci de compléter l'article en donnant les références utiles à sa vérifiabilité et en les liant à la section « Notes et références ».
Les armes de l'Allier sont celles des ducs de Bourbon : d'azur semé de fleur-de-lys d'or à la bande de gueules brochant sur le tout.